# Huismiddel
Met een huismiddel wordt een product bedoeld dat wordt gebruikt om een (aankomende) ziekte te voorkomen of te genezen. In veel gevallen is er geen wetenschappelijk bewijs voor de werking van een dergelijk middel, en kan het dus niet als geneesmiddel worden beschouwd. Wellicht berust een vermeende werking op het placebo-effect.
Een voorbeeld van een huismiddel is kwast, dat soms gebruikt wordt bij een verkoudheid. Ook een heet bad van opgeloste soda, dat wel gebruikt wordt tegen ontstekingen aan de hand of voet, is een voorbeeld van een huismiddel.
Met een huismiddel kan ook een eenvoudig middel bedoeld worden dat geen wetenschappelijk bewijs nodig heeft, onschadelijk is en een bekend, positief effekt heeft.
Een voorbeeld is tijm, een keukenkruid dat prima werkt als slijmoplossend middel. Om die reden is tijm in hoestdrank verwerkt, maar als er wat tijm door een kop thee wordt gedaan is het effekt sterker. Door heet water komt de geur van tijm meer intens in neus en luchtwegen.
Het hoofdingrediënt van hoestsiroop is suiker, en suiker voegt niet toe aan de medicinale werking.
Een tweede voorbeeld, een mogelijk minder bekend huismiddel bij verkoudheid is een ui in stukken snijden en op een schoteltje naast je hoofdkussen zetten.
De neus raakt niet verstopt, de prikkelende uiengeur stimuleert de slijmvliezen om meer vloeibaar slijm te produceren.
Men slaapt rustiger, en met betere slaap voelt men zich prettiger.
De slijmoplossende werking is ook een voordeel bij vastzittende hoest.
Naast huismiddelen bestaan er zelfzorgmedicijnen, die bij een drogist of apotheek te koop zijn en meestal wel een wetenschappelijk bewezen werking hebben.